# Rynia (powiat miński)
Rynia – wieś sołecka w Polsce położona w województwie mazowieckim, w powiecie mińskim, w gminie Dobre.
| SIMC    | Nazwa      | Rodzaj    |
| ------- | ---------- | --------- |
| 0670597 | Nowa Rynia | część wsi |
| 0670605 | Żukówka    | część wsi |

Wieś królewska położona była w drugiej połowie XVI wieku w powiecie kamienieckim ziemi nurskiej województwa mazowieckiego. W latach 1975–1998 miejscowość należała administracyjnie do województwa siedleckiego.